# Bird Rocks (Neuseeland)
Die Bird Rocks sind ein paar kleine Felseninseln vor der Küste von Great Barrier Island im Norden von Neuseeland.

## Geographie
Die Felseninseln, zwei größere (65 m × 40 m und 52 m × 40 m) und mehrere kleinere Felsen, befinden sich rund 450 m vom Ufer des nordwestlichen Teils von Great Barrier Island entfernt. Die aus dem Wasser herausragenden Felsen erstrecken sich verteilt über eine Strecke von rund 200 m in Nord-Süd-Richtung und rund 80 m in Ost-West-Richtung. Über die Höhenangaben der Felseninseln ist nichts bekannt.